# Schutzhaft
Schutzhaft o detenció protectiva va ser un concepte jurídic alemany que permetia privar de llibertat qualsevol persona sense incriminació ni intervenció de l'autoritat judicial i per un temps indeterminat, com a mesura per a «protegir la societat» o l'«imperi». Tot i que ja existia durant l'Imperi Alemany és sobretot coneguda per l'abús que en van fer els agents de la Gestapo durant el nazisme per empresonar durant mesos i anys amb total arbitrarietat i assassinar desenes de milers de persones (oponents al règim, «asocials», intel·lectuals…) als camps de concentració. En pocs mesos després del cop d'estat del 1932, després de cada ona de repressió li calia al partit nazi una xarxa de camps i presons improvisades, que van organitzar en fàbriques abandonades, monestirs, presons o magatzems.
La Schutzhaft com a possible intervenció policial va ser decretada per la «Llei sobre la detenció i la limitació del permís de residència per causa de l'estat de Guerra i l'estat de Setge» del 4 de desembre del 1916 per Guillem II de Prússia després de l'inici de la Primera Guerra Mundial. Va servir al govern militar a l'inici - Rosa Luxemburg en va ser una de les víctimes més famoses - però vers la fi del conflicte ja no servia gaire: allà on l'agitació política havia fracassat, l'austeritat i les múltiples carències vers la fi del conflicte van aixecar les masses populars. Després de la guerra i sota el govern del ministre socialista Gustav Noske (1868-1946) la Schutzhaft va continuar sent utilitzada, entre d'altres contre els vaguistes a la Regió del Ruhr. Tot i això, hi havia una certa basi jurídica i el nombre de detinguts quedava limitat.
Això va canviar dràsticament, quan el president Hindenburg va decretar el 28 de febrer del 1933 el Decret de l'Incendi del Reichstag, del qual el nom oficial era Decret sobre la protecció del Poble i de l'Estat amb l'ànim de «prevenir accions violents de comunistes que metin en perill l'estat». D'un tret de ploma, es va suprimir la majoria dels drets fonamentals com: la interdicció de limitar la llibertat personal, la inviolabilitat de la casa, el secret postal i telecomunicatiu, la llibertat d'expressió, la llibertat d'assemblea i d'associació, el dret a la propietat. El decret va acordar a la gestapo el dret de prendre en detenció protectiva qualsevol persona considerada com una amenaça social o política. La Sturmabteilung (SA) i el Partit Nacional Socialista dels Treballadors Alemanys no podien conduir una persona en detenció protectiva, les formalitats administratives sempre havien de ser fetes per la Gestapo. La bona col·laboració entre aquestes tres organitzacions feixistes va fer que aquesta formalitat mai no va ser un obstacle a la detenció massiva d'oponents.
Fins al 1939, la gran majoria dels detinguts sota aquest estatut eren de nacionalitat alemanya.
El Decret de l'Incendi del Reichstag i la detenció protectiva van ser abolits després de la guerra el 9 de maig del 1945.

## Nombres
Poc després de la machtergreifung, del març a l'abril del 1933, una primera ona de detencions protectives va tocar principalment comunistes i socialistes, i només a Prússia van ser unes 25.000 persones, a les quals s'ha d'afegir les «detencions salvatges» per la SA en camps de concentració improvisats. El 1935 hi havia set camps oficials: Dachau, Esterwegen, Lichtenburg, Sachsenburg, Columbia (Berlín), Oranienburg i Fuhlsbüttel (Hamburg) amb un total entre set i nou mil detinguts.
El nombre va baixar cap a uns 7.500 el 1936/37, però després van continuar pujant. Heinrich Himmler va voler transformar els camps en llocs d'educació i sobretot de producció. La Schutzstaffel (SS) va crear una empresa, la Deutsche Erd- und Steinwerke GmbH (DEST)  per a explotar entre molts altres «asocials» i «aturats mandrosos» a bòbiles i carreres. El 1938, després de la nit dels vidres trencats es van detenir uns 35.000 jueus per tal de pressionar-les a cedir les seves possessions i emigrar. En aquesta fase, anterior a la decisió de la solució final del 1941, la majoria va ser alliberada després d'uns dies o semanes.
Amb l'inici de la Segona Guerra Mundial el sistema va créixer de manera exponencial. Es van explotar com esclaus detinguts deportats d'estats ocupats, vaguistes i funcionaris de les esglésies. El 1941 eren 15.000, el març del 1942 100.000 i l'agost del 1943 ja eren 224.000. Un any més tard eren 524.000 i al gener del 1945 eren 714.000. La mortalitat dels detinguts era elevat (60% el 1942). A la fi de la guerra un terç dels 700.000 detinguts va morir durant les anomenades marxes de la mort. S'estima que durant tot el règim nazi, uns 500.000 dels Schutzhäftlinge (detinguts en Schutzhaft) van morir.

## Detenció protectiva i detenció preventiva en l'actualitat
Segons l'article 17 de la Constitució Espanyola de 1978, tota persona té dret a la llibertat i la seguretat. La detenció preventiva no pot en qualsevol cas ultrapassar les setanta-dues hores i es garanteix l'assistència d'un advocat. Qualsevol detenció enllà de les setanta-dues hores ha de ser decidit per l'autoritat judicial i ha de respectar els drets de defensa del detingut.